# 제23항공전대
제23항공전대(일본어: 第二十八航空戦隊 다이니쥬산쿠코센타이[*], 영어: 23rd Air Flotilla)는 일본 제국 해군 항공대의 전대이다.

## 역사
1941년 4월 10일, 제10항공함대 예하부대로서 제3항공대와 제753해군항공대를 전속받고 창설되었다.
1943년 10월 1일, 다테야마 비행장에서 제381해군항공대가 제23항공전대의 예속부대로서 창설되었다.
1945년 종전 선언된 이후, 동원해제로 전대원들은 귀향하고 부대는 해체되었다.

## 전투 서열

### 1943년 9월 20일
- 제202해군항공대 (함전) - 다바오
- 제381해군항공대 (혼성) - 발릭파판
- 제753해군항공대 (육공) - 큰다리

### 1944년 4월 1일
- 제153해군항공대
- 제381해군항공대
- 제75?해군항공대

### 1945년 3월 1일
- 濠北海軍航空隊(호북 해군항공대)→북인도네시아 해군항공대

## 기록

### 소속
1. 제10항공함대, 1941년 4월 10일